# El Aguaje, Michoacán de Ocampo
El Aguaje är en ort i Mexiko.   Den ligger i kommunen Juárez och delstaten Michoacán de Ocampo, i den södra delen av landet, 140 km väster om huvudstaden Mexico City. El Aguaje ligger 1 325 meter över havet och antalet invånare är 259.
Terrängen runt El Aguaje är lite bergig. Runt El Aguaje är det ganska glesbefolkat, med 47 invånare per kvadratkilometer. Närmaste större samhälle är Heróica Zitácuaro, 18,5 km norr om El Aguaje. I omgivningarna runt El Aguaje växer huvudsakligen savannskog.